# Jan Mičán
Jan Mičán (* 21. května 2000 Praha) je český lední hokejista hrající na pozici brankáře.

## Život
S ledním hokejem začínal v pražské Spartě. Hrál za ni i ve svém mládežnickém a juniorském věku. V sezóně 2018/2019 nastupoval nejen za sparťanský výběr do 19 let, ale pět utkání stihl za chomutovské hokejisty do devatenácti let a další tři zápasy v rámci hostování za muže HC Letňan. Během ročníku 2019/2020 nastupoval za juniory Sparty a 22 utkání nastupoval v barvách mužského týmu HC Příbram. V sezóně 2020/2021 hostoval ze Sparty v Horácké Slavii Třebíč. Odchytal za ni i část jednoho utkání v předkole playoff proti pražské Slavii. Po sezóně třebíčští měnili hlavního trenéra, když Jaroslava Barvíře nahradil Kamil Pokorný. Nový kouč stál o zachování stávající brankářské dvojice Pavel Jekel – Jan Mičán. Oba hráči projevili zájem v klubu pokračovat a tak i pro sezónu 2021/2022 budou střežit brankoviště Horácké Slavie. Pokračuje i v sezónách 2023/24 a 2024/25.